# バイエルンの君主一覧

バイエルンの紋章

バイエルンの君主一覧（バイエルンのくんしゅいちらん）では、歴史的領域としてのバイエルンを統治してきた君主について列挙する。バイエルンは古来、様々な家系に出自を持つ公、王によって統治されてきた。1949年以降のバイエルンは、ドイツ連邦共和国の一州であるバイエルン州となっている。

## 諸王朝

### アギロルフィング朝：548年 – 788年
アギロルフィング朝
548年頃、バイエルン一帯はフランク族の王の宗主の公の支配下に置かれた。恐らくはフランク族ないしは現地の有力な一族が公に選ばれており、フランク王国のために統治を担うことになっていた。知られる限りでは、最初の公はアギロルフィング家の実力者であるガリヴァルドないしはガリヴァルド1世である。これがアギロルフィング朝による公国統治の始まりである、788年まで続いた。

### カロリング朝：788年 – 911年
カロリング朝
フランク国王（後に皇帝）は現在では、世襲ではない統治者や文官を使ってバイエルン一帯を完全に統制していたと推測される。フランク皇帝ルートヴィヒ1世は帝国を息子と分割し、分割状態はルートヴィヒ1世が840年に死ぬまで続いた。フランク族の支配者はバイエルンを自らの所有地として統治した。

### ルイトポルト朝：911年 – 947年
ルイトポルト朝
ルイトポルト朝の創始者であるルイトポルトはバイエルン公ではなかったが、ルートヴィヒ1世の息子達の許でケルンテン辺境伯となった。フランク族の力がマジャール人の攻撃で弱まると、現地の統治者は独立性を増していった。ルイトポルトの息子のアルヌルフは911年にバイエルン公の称号を請求し、920年に東フランク王ハインリヒ1世（捕鳥王）によって認められた。

### ローマ王：947年 – 1070年
オットー朝       ザーリアー朝
947年から11世紀の間、王は自らも含めてバイエルンの統治者を度々変え、1つの家系が統治する事を認めなかった。バイエルンは短期間の間に複数の王朝下で統治された。

### ヴェルフ家とバーベンベルク家：1070年 – 1180年
古ヴェルフ家とバーベンベルク家
1070年にローマ皇帝ハインリヒ4世はオットー2世を廃し、イタリアのロンバルディア貴族のエステ家出身のヴェルフ＝エステ家の初代ヴェルフ1世を据えた。ヴェルフ1世は後にハインリヒ4世と不和になり、19年間も公位を剥奪され、その間はローマ王の直接支配に置かれた。ヴェルフ1世は1096年に公位に返り咲き、その後を息子のヴェルフ2世とハインリヒ9世が継いだ。ハインリヒ9世の後を息子のハインリヒ10世が継いでいるが、彼はザクセン公にもなっている。

### ヴィッテルスバッハ家：1180年 – 1918年
ヴィッテルスバッハ家

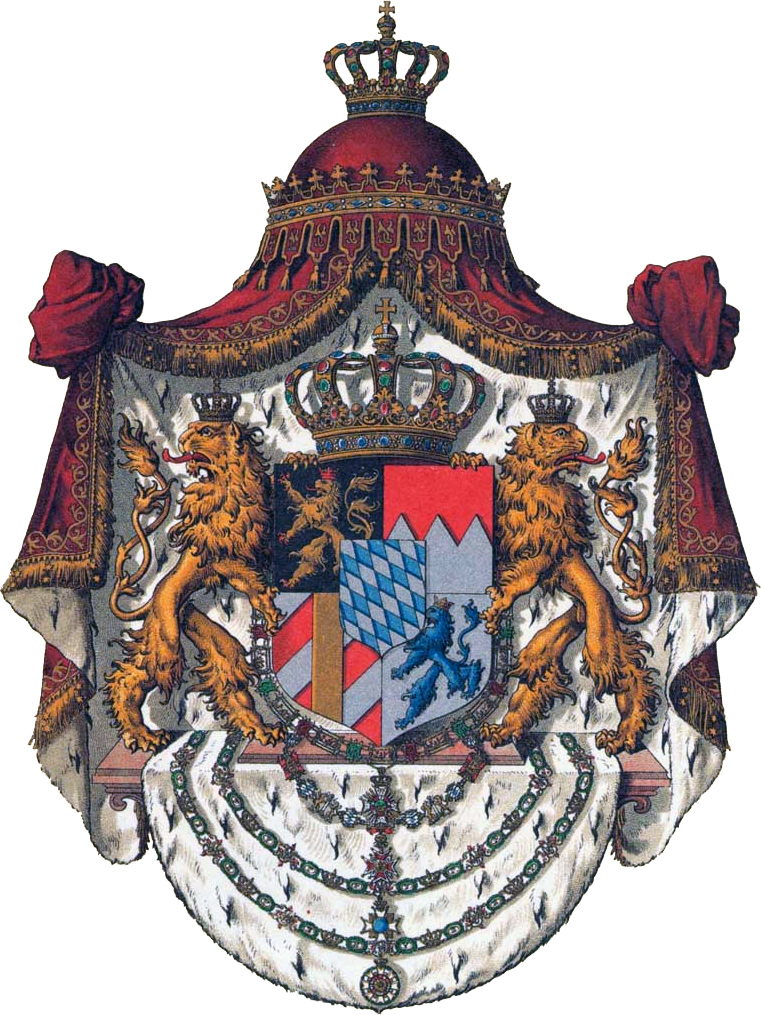
ヴィッテルスバッハ家の紋章

1180年にハインリヒ12世（獅子公）とローマ皇帝フリードリヒ1世（赤髭王）が衝突し、フリードリヒ1世はハインリヒ12世からバイエルンを召し上げて、ヴィッテルスバッハ家のオットー1世に下賜した。以後、バイエルンは第一次世界大戦終結までヴィッテルスバッハ家が統治するところとなった。

#### 第1次分割：1253年 – 1340年
1253年にオットー2世が死ぬと、バイエルンは息子達の間で分割された。長男のルートヴィヒ2世が上バイエルンを、次男のハインリヒ13世が下バイエルンをそれぞれ統治した。この状態は16世紀まで続き、領地は兄弟間で度々分割されたので、公の一覧を示すのは困難である。
下バイエルンではハインリヒ13世の後をオットー3世、ルートヴィヒ3世、シュテファン1世の3人の息子が共に統治する事で相続した。オットー3世の後を息子のハインリヒ15世、シュテファン1世の長男のハインリヒ14世、次男のオットー4世が共に相続、その後はハインリヒ14世の息子のヨハン1世に受け継がれた。
上バイエルンではルートヴィヒ2世の後を2人の息子のルドルフ1世とルートヴィヒ4世が継いだが、後者は1314年にローマ王に選出されている。1340年にヨハン1世が死ぬとルートヴィヒ4世の許でバイエルンは統一された。
上バイエルン公国はライン宮中伯領と共に存続した。1329年にルートヴィヒ4世はオーバープファルツを含むライン宮中伯領をルドルフ1世の息子に与えた。オーバープファルツは1623年に、下プファルツは1777年にバイエルンに吸収された。

#### 第2次分割：1349年 – 1503年
1349年から1503年にかけて、バイエルンは2回目の分割下に置かれた。1347年にルートヴィヒ4世が死ぬと、2年後に6人の息子の間で上下バイエルンは再び分割された。1353年に下バイエルンはバイエルン＝ランツフートとバイエルン＝シュトラウビングに分割された。上バイエルンは1363年にバイエルン＝シュトラウビングとバイエルン＝ランツフートに分割された。
1375年のシュテファン2世の死後、1392年にバイエルン＝ランツフートは更に分割、バイエルン＝ランツフートは3男のヨハン2世がバイエルン＝ミュンヘンを、次男のフリードリヒが小バイエルン＝ランツフートを、長男のシュテファン3世がバイエルン＝インゴルシュタットをそれぞれ相続する事で公国は3つに分割された。
| 下バイエルン公 1353年に下バイエルンはバイエルン＝ランツフートとバイエルン＝シュトラウビングに分割された。 | 下バイエルン公 1353年に下バイエルンはバイエルン＝ランツフートとバイエルン＝シュトラウビングに分割された。 | 下バイエルン公 1353年に下バイエルンはバイエルン＝ランツフートとバイエルン＝シュトラウビングに分割された。 | 下バイエルン公 1353年に下バイエルンはバイエルン＝ランツフートとバイエルン＝シュトラウビングに分割された。 | 上バイエルン公 1363年に上バイエルンはバイエルン＝ランツフートに吸収された。 |                                |
| バイエルン＝ランツフート公                                                                                | バイエルン＝ランツフート公                                                                                | バイエルン＝シュトラウビング公 ホラント伯、ゼーラント伯、エノー伯も参照。                                 | バイエルン＝シュトラウビング公 ホラント伯、ゼーラント伯、エノー伯も参照。                                 | 上バイエルン公 1363年に上バイエルンはバイエルン＝ランツフートに吸収された。 |                                |
| バイエルン＝ランツフート公                                                                                | バイエルン＝ランツフート公                                                                                | バイエルン＝ランツフート公                                                                                | バイエルン＝ランツフート公                                                                                | バイエルン＝シュトラウビング公                                              | バイエルン＝シュトラウビング公 |

| バイエルン＝ランツフート公 1392年にバイエルン＝ランツフートはバイエルン＝ミュンヘン、小バイエルン＝ランツフート、バイエルン＝インゴルシュタットの3公国に分割された。 | バイエルン＝ランツフート公 1392年にバイエルン＝ランツフートはバイエルン＝ミュンヘン、小バイエルン＝ランツフート、バイエルン＝インゴルシュタットの3公国に分割された。 | バイエルン＝ランツフート公 1392年にバイエルン＝ランツフートはバイエルン＝ミュンヘン、小バイエルン＝ランツフート、バイエルン＝インゴルシュタットの3公国に分割された。 | バイエルン＝シュトラウビング公 1429年にバイエルン＝シュトラウビングは他のバイエルン諸侯によって分割された。 |
| バイエルン＝ミュンヘン公 | バイエルン＝ランツフート公 | バイエルン＝インゴルシュタット公 | バイエルン＝シュトラウビング公 1429年にバイエルン＝シュトラウビングは他のバイエルン諸侯によって分割された。 |
| バイエルン＝ミュンヘン公 | バイエルン＝ミュンヘン公 | バイエルン＝ランツフート公 | バイエルン＝インゴルシュタット公                                                                            |

| バイエルン＝ミュンヘン公 1467年にバイエルン＝ミュンヘンは小バイエルン＝ミュンヘンとバイエルン＝ダッハウに分割された。 | バイエルン＝ミュンヘン公 1467年にバイエルン＝ミュンヘンは小バイエルン＝ミュンヘンとバイエルン＝ダッハウに分割された。 | バイエルン＝ランツフート公                                                                        | バイエルン＝インゴルシュタット公 1477年にバイエルン＝インゴルシュタットはバイエルン＝ランツフートに吸収された。 |
| バイエルン＝ミュンヘン公                                                                                              | バイエルン＝ダッハウ公 1501年にバイエルン＝ダッハウはバイエルン＝ミュンヘンと統合した。                               | バイエルン＝ランツフート公 1503年にバイエルン＝ランツフートはバイエルン＝ミュンヘンに吸収された。 | バイエルン＝ランツフート公 1503年にバイエルン＝ランツフートはバイエルン＝ミュンヘンに吸収された。               |
| バイエルン＝ミュンヘン公                                                                                              | | バイエルン＝ランツフート公 1503年にバイエルン＝ランツフートはバイエルン＝ミュンヘンに吸収された。 | バイエルン＝ランツフート公 1503年にバイエルン＝ランツフートはバイエルン＝ミュンヘンに吸収された。               |

ランツフート継承戦争（1503年 - 1505年）の結果、バイエルン＝ミュンヘン公アルブレヒト4世がバイエルンの支配者となった。1506年にアルブレヒト4世は公国の分裂を防ぐ為に長子相続制を制定した。
1623年にマクシミリアン1世は選帝侯の地位を獲得した。以後のバイエルン公はバイエルン選帝侯と呼ばれる。

#### バイエルン国王：1806年 – 1918年
1805年にフランス皇帝ナポレオン1世とオーストリア皇帝フランツ1世との間で結ばれたプレスブルク条約で、幾つかの公国は王国への昇格を認められた。バイエルンもその1つで、バイエルン選帝侯マクシミリアン4世ヨーゼフは1806年1月1日にバイエルン国王マクシミリアン1世となった。以後、ヴィッテルスバッハ家の君主は「バイエルン国王」の称号を1918年まで用いていた。
「狂王」として有名なルートヴィヒ2世は1864年から1886年までの在位中にノイシュヴァンシュタイン城、ヘレンキムゼー城、リンダーホーフ城を築いた。1918年にルートヴィヒ3世はドイツ革命により王位を失った。

### 王制崩壊後
王制崩壊後のバイエルンは、ヴァイマル共和政下で州首相が統治する民主的なバイエルン自由国（バイエルン州）となった（1919年 - 1933年）。

## 君主の一覧
アギロルフィング朝    
      カロリング朝    
      ルイトポルト朝    
      オットー朝    
      ザーリアー朝（ザリエル朝）    
      古ヴェルフ家とバーベンベルク家    
      ヴィッテルスバッハ家 

### バイエルン公
| 名前                             | 肖像画 | 称号 | 統治開始 | 統治終了 | 家系                               | 区域                                                    |
| 名前                             | 肖像画 | 備考 | 備考     | 備考     | 備考                               | 備考                                                    |
| -------------------------------- | --- | --- | -------- | -------- | ---------------------------------- | ------------------------------------------------------- |
| ガリヴァルド1世 （Agilolfinger） | | バイエルン公 | 555年頃  | 591年    | アギロルフィング家                 |                                                         |
| ガリヴァルド1世 （Agilolfinger） | 幾つかの資料では〝バイエルン国王〟と記している。 | |          |          |                                    |                                                         |
| タッシロ1世                      | | バイエルン公 | 591年頃  | 610年    | アギロルフィング家                 |                                                         |
| タッシロ1世                      | 即位後の称号はrex（王）。 | |          |          |                                    |                                                         |
| ガリヴァルド2世                  | | バイエルン公 | 610年頃  | 630年    | アギロルフィング家                 |                                                         |
| ガリヴァルド2世                  | | |          |          |                                    |                                                         |
| テオド                           | | バイエルン公 | 680年    | 716年?   | アギロルフィング家                 |                                                         |
| テオド                           | テオドロが死んだ716年もしくは717年にはバイエルン公国はフランク王国から完全に独立していた。テオドの息子間で公国は分割されたが、719年までにはグリモアルドの許で公国は統一された。 | |          |          |                                    |                                                         |
| テオドベルト                     | | 公 | 702年頃  | 719年    | アギロルフィング家                 | ザルツブルク                                            |
| テオドベルト                     | テオドの息子。 | |          |          |                                    |                                                         |
| テオドバルト                     | | 公 | 711年頃  | 719年    | アギロルフィング家                 | バイエルンの一部                                        |
| テオドバルト                     | テオドの息子。 | |          |          |                                    |                                                         |
| タッシロ2世                      | | 公 | 716年頃  | 719年    | アギロルフィング家                 | パッサウ                                                |
| タッシロ2世                      | テオドの息子。 | |          |          |                                    |                                                         |
| グリモアルド                     | | 公 | 716年頃  | 725年    | アギロルフィング家                 | フライジング                                            |
| グリモアルド                     | テオドの息子、後に全バイエルンを統治。 | |          |          |                                    |                                                         |
| フグベルト                       | | 公 | 725年    | 737年    | アギロルフィング家                 |                                                         |
| フグベルト                       | テウドベルトの息子。フグベルトの統治中の725年頃にフランク王国の事実上の支配者であったカール・マルテルがバイエルンに対する主権を再び主張して、グリモアルドを打ち負かして殺し、バイエルンの一部を吸収した。 | |          |          |                                    |                                                         |
| オディロ                         | | | 737年    | 748年    | アギロルフィング家                 |                                                         |
| オディロ                         | ゴットフリートの息子。テオドの外孫。 | |          |          |                                    |                                                         |
| グリフォ                         | | | 748年    | 748年    | カロリング家（アギロルフィング家） |                                                         |
| グリフォ                         | カール・マルテルの息子、簒奪者 | |          |          |                                    |                                                         |
| タッシロ3世                      | | バイエルン公 | 748年    | 788年    | アギロルフィング家                 |                                                         |
| タッシロ3世                      | 757年にタッシロ3世はフランク国王ピピン3世の主権を認め、781年と787年にカール大帝に忠誠を誓った（その間に独立を主張していた）。788年にカール大帝はタッシロ3世に対して反逆罪の罪で死刑を宣告した。タッシロ3世は修道院に入る事と、フランクフルト＝アム＝マインを放棄する事で794年に許しを得た。                                                           | |          |          |                                    |                                                         |
| カール大帝                       | Charlemagne | 皇帝 | 788年    | 814年    | カロリング家                       |                                                         |
| カール大帝                       | Charlemagne | |          |          |                                    |                                                         |
| ゲロルド・フォン・ヴィンズゴウヴ | | バイエルン知事 | 794年    | 799年    | ウダルチング家                     |                                                         |
| ゲロルド・フォン・ヴィンズゴウヴ | カール大帝によってバイエルン知事に任じられるも、799年に戦死した。 | |          |          |                                    |                                                         |
| ルートヴィヒ1世                  | Louis the Pious | 皇帝 | 814年    | 817年    | カロリング家                       |                                                         |
| ルートヴィヒ1世                  | Louis the Pious | 817年にルートヴィヒ1世は息子のルートヴィヒ2世に委ねた。 |          |          |                                    |                                                         |
| ルートヴィヒ2世                  | Louis the German | バイエルン国王 | 817年    | 865年    | カロリング家                       |                                                         |
| ルートヴィヒ2世                  | Louis the German | 父ルートヴィヒ1世が死ぬ840年まで、ルートヴィヒ2世は、その従属下でのバイエルン国王の地位にあった。843年以降はバイエルンはルートヴィヒ2世が王位を兼ねる東フランク王国に吸収された。864年にルートヴィヒ2世は息子のカールマンにバイエルンの統治を委ねて自身は873年に死んだ。ルートヴィヒ2世には他にルートヴィヒ3世とカール3世（後者は一時的にフランク王国を再統一する）がおり、カールマンの死後にバイエルンを相続した。 |          |          |                                    |                                                         |
| カールマン                       | Charles III | バイエルン国王 | 864年    | 880年    | カロリング家                       |                                                         |
| カールマン                       | Charles III | ルートヴィヒ2世の長男。 |          |          |                                    |                                                         |
| ルートヴィヒ3世                  | Charles III | バイエルン国王 | 880年    | 882年    | カロリング家                       |                                                         |
| ルートヴィヒ3世                  | Charles III | ルートヴィヒ2世の息子。 |          |          |                                    |                                                         |
| カール3世                        | Charles III | バイエルン国王 | 882年    | 887年    | カロリング家                       |                                                         |
| カール3世                        | Charles III | ルートヴィヒ2世の末子。 カールマンの庶子であるアルヌルフはカール3世に反旗を翻し、カール3世が死ぬと東フランク王国を掌握した。 |          |          |                                    |                                                         |
| アルヌルフ                       | | バイエルン国王 | 887年    | 899年    | カロリング家                       |                                                         |
| アルヌルフ                       | カールマンの息子。 | |          |          |                                    |                                                         |
| ルートヴィヒ4世                  | | バイエルン国王 | 899年    | 911年    | カロリング家                       |                                                         |
| ルートヴィヒ4世                  | アルヌルフの息子。 | |          |          |                                    |                                                         |
| エンゲルデロ                     | | バイエルン辺境伯 | 890年    | 895年    |                                    |                                                         |
| エンゲルデロ                     | バイエルン辺境伯の称号はルイトポルトに取って代わられた。 | |          |          |                                    |                                                         |
| ルイトポルト                     | | バイエルン辺境伯 | 895年    | 907年    | ルイトポルト家                     |                                                         |
| ルイトポルト                     | | |          |          |                                    |                                                         |
| アルヌルフ                       | | バイエルン大公 | 907年    | 937年    | ルイトポルト家                     |                                                         |
| アルヌルフ                       | ルイトポルトの息子。 911年にアルヌルフは最高位にあたる大公の地位を請求し、東フランク王ハインリヒ1世によって920年に認められた。 | |          |          |                                    |                                                         |
| エーバーハルト                   | | バイエルン大公 | 937年    | 938年    | ルイトポルト家                     |                                                         |
| エーバーハルト                   | アルヌルフの息子。 | |          |          |                                    |                                                         |
| ベルトルト                       | | バイエルン大公 | 938年    | 947年    | ルイトポルト家                     |                                                         |
| ベルトルト                       | ルイトポルトの末子。皇帝オットー1世は中央集権化を再び掲げてアルヌルフの息子のエーバーハルトを追放して、ルイトポルトの末子であるベルトルトに大公の地位を授けた。 | |          |          |                                    |                                                         |
| ハインリヒ1世                    | Henry II | バイエルン大公 | 947年    | 955年    | ザクセン家                         |                                                         |
| ハインリヒ1世                    | Henry II | 東フランク王ハインリヒ1世の息子。 ベルトルドが死ぬと皇帝オットー1世は唯一の弟で、アルヌルフの義理の息子であるハインリヒ1世に大公の地位を授けた。 |          |          |                                    |                                                         |
| ハインリヒ2世                    | Henry II | バイエルン大公 | 955年    | 976年    | ザクセン家                         |                                                         |
| ハインリヒ2世                    | Henry II | ハインリヒ2世は従兄のローマ皇帝オットー2世と争い、公国を召し上げられた。その公国は同じく従兄弟であるシュヴァーベン大公オットー1世が976年に貰い受けた（オットー1世は2つの公国を統治する事になったわけである）。 |          |          |                                    |                                                         |
| オットー1世                      | Otto I | バイエルン大公 | 976年    | 982年    | ザクセン家                         |                                                         |
| オットー1世                      | Otto I | |          |          |                                    |                                                         |
| ハインリヒ3世                    | | バイエルン大公 | 983年    | 985年    | ルイトポルト家                     |                                                         |
| ハインリヒ3世                    | バイエルンはベルトルトの息子であるハインリヒ3世が奪還した事で、短期間ルイトポルト朝が復活した。ハインリヒ2世がバイエルンに返り咲く見返りとしてケルンテンを受け取った。 | |          |          |                                    |                                                         |
| ハインリヒ2世                    | Henry II | バイエルン大公 | 985年    | 995年    | ザクセン家                         |                                                         |
| ハインリヒ2世                    | Henry II | 復位 |          |          |                                    |                                                         |
| ハインリヒ4世                    | Henry IV | バイエルン大公 | 995年    | 1004年   | ザクセン家                         |                                                         |
| ハインリヒ4世                    | Henry IV | ハインリヒ2世の息子。 1004年にハインリヒ4世が神聖ローマ皇帝ハインリヒ2世として選出されると、義理の兄弟であるルクセンブルク伯ハインリヒ5世にバイエルンを授けた。 |          |          |                                    |                                                         |
| ハインリヒ5世                    | | バイエルン大公 | 1004年   | 1009年   | ルクセンブルク家                   |                                                         |
| ハインリヒ5世                    | ルクセンブルク伯ジークフリートの息子。 | |          |          |                                    |                                                         |
| ハインリヒ4世                    | Henry IV | バイエルン大公 | 1009年   | 1017年   | ザクセン家                         |                                                         |
| ハインリヒ4世                    | Henry IV | ハインリヒ4世が直接統治を行う。 |          |          |                                    |                                                         |
| ハインリヒ5世                    | | バイエルン大公 | 1017年   | 1026年   | ルクセンブルク家                   |                                                         |
| ハインリヒ5世                    | ルクセンブルク伯ジークフリートの息子。 1026年にハインリヒ6世が死ぬとローマ皇帝コンラート2世は息子のハインリヒ6世にバイエルンを授けた。 | |          |          |                                    |                                                         |
| ハインリヒ6世                    | Henry the Black | バイエルン大公 | 1026年   | 1042年   | ザーリアー家                       |                                                         |
| ハインリヒ6世                    | Henry the Black | ローマ皇帝コンラート2世の息子。 後にハインリヒ6世は1039年にローマ皇帝となる。 |          |          |                                    |                                                         |
| ハインリヒ7世                    | | バイエルン大公 | 1042年   | 1047年   | ルクセンブルク家                   |                                                         |
| ハインリヒ7世                    | 下ロレーヌ公フリードリヒの息子。 1042年にローマ皇帝ハインリヒ3世はルクセンブルク伯ハインリヒ5世の甥であるハインリヒ7世に公国を授けた。 | |          |          |                                    |                                                         |
| コンラート1世 （クノ）           | | バイエルン大公 | 1049年   | 1053年   | ズトフェン家                       |                                                         |
| コンラート1世 （クノ）           | ロレーヌ公リウドルフの息子。 ハインリヒ7世没後の半年間は公位は空位のままであった。1049年にローマ皇帝ハインリヒ3世は公国をズトフェン伯クノに授けた。クノは1053年に廃位された。 | |          |          |                                    |                                                         |
| ハインリヒ8世                    | Henry IV | バイエルン大公 | 1053年   | 1054年   | ザーリアー家                       |                                                         |
| ハインリヒ8世                    | Henry IV | ローマ皇帝ハインリヒ3世の息子。 ハインリヒ8世（1050年誕生）は未成年の時にバイエルンを統治した。1056年にローマ王に、1084年にローマ皇帝ハインリヒ4世となった。 |          |          |                                    |                                                         |
| コンラート2世                    | | バイエルン大公 | 1054年   | 1055年   | ザーリアー家                       |                                                         |
| コンラート2世                    | （未成年期, 1052年誕生, 1055年死去）ローマ皇帝ハインリヒ4世の息子。 | |          |          |                                    |                                                         |
| ハインリヒ8世                    | Henry IV | バイエルン大公 | 1055年   | 1061年   | ザーリアー家                       |                                                         |
| ハインリヒ8世                    | Henry IV | （未成年期、1050年誕生）ローマ皇帝ハインリヒ3世の息子。ハインリヒ8世は1056年にローマ王に、1084年にローマ皇帝ハインリヒ4世となった。 |          |          |                                    |                                                         |
| オットー2世                      | | バイエルン大公 | 1061年   | 1070年   | ノルトハイム                       |                                                         |
| オットー2世                      | 1061年に当時は未だ11歳であったローマ王ハインリヒ4世の母親で摂政であった皇后アニェスはオットー2世を公に任じた。 | |          |          |                                    |                                                         |
| ヴェルフ1世                      | | バイエルン大公 | 1070年   | 1077年   | 古ヴェルフ家                       |                                                         |
| ヴェルフ1世                      | ヴェルフ1世はしばしばローマ皇帝ハインリヒ4世と争い、結果、19年の間公国を召し上げられ、ローマ王の直接支配となった。 | |          |          |                                    |                                                         |
| ハインリヒ8世                    | Henry IV | バイエルン大公 | 1077年   | 1096年   | ザーリアー家                       |                                                         |
| ハインリヒ8世                    | Henry IV | （未成年期、1050年誕生）ローマ皇帝ハインリヒ3世の息子。ハインリヒ8世は1056年にローマ王に、1084年にローマ皇帝ハインリヒ4世となった。 |          |          |                                    |                                                         |
| ヴェルフ1世                      | | バイエルン大公 | 1096年   | 1101年   | 古ヴェルフ家                       |                                                         |
| ヴェルフ1世                      | 1096年にヴェルフ1世は公国を回復した。 | |          |          |                                    |                                                         |
| ヴェルフ2世                      | | バイエルン大公 | 1101年   | 1120年   | 古ヴェルフ家                       |                                                         |
| ヴェルフ2世                      | ヴェルフ1世の長男。 | |          |          |                                    |                                                         |
| ハインリヒ9世                    | | バイエルン大公 | 1120年   | 1126年   | 古ヴェルフ家                       |                                                         |
| ハインリヒ9世                    | ヴェルフ1世の次男。 退位。 | |          |          |                                    |                                                         |
| ハインリヒ10世                   | Henry IX | バイエルン大公 | 1126年   | 1139年   | 古ヴェルフ家                       |                                                         |
| ハインリヒ10世                   | Henry IX | ハインリヒ9世の息子。 ローマ王コンラート3世との争いで公国を失い、コンラート3世はそれを自分の家臣であるオーストリア辺境伯レオポルトに下賜した。 |          |          |                                    |                                                         |
| レオポルト                       | | バイエルン大公 | 1139年   | 1141年   | バーベンベルク家                   |                                                         |
| レオポルト                       | レオポルトが死ぬとローマ王コンラート3世はレオポルトの兄弟であるハインリヒ11世に公国を授けた。 | |          |          |                                    |                                                         |
| ハインリヒ11世                   | Henry XI | バイエルン大公 | 1143年   | 1156年   | バーベンベルク家                   |                                                         |
| ハインリヒ11世                   | Henry XI | レオポルトの兄弟。 |          |          |                                    |                                                         |
| ハインリヒ12世                   | Henry XII | バイエルン大公 | 1156年   | 1180年   | ヴェルフ・ エステ家                |                                                         |
| ハインリヒ12世                   | Henry XII | フリードリヒ1世（赤髭王）がローマ王に即位した翌1156年、ハインリヒ10世の息子でザクセン公であったハインリヒ12世がバイエルンをヴェルフ家に取り戻した。 |          |          |                                    |                                                         |
| オットー1世                      | | バイエルン公 | 1180年   | 1183年   | ヴィッテルスバッハ家               |                                                         |
| オットー1世                      | 1180年にローマ皇帝フリードリヒ1世（赤髭王）はヴィッテルスバッハ家のオットー1世にバイエルンを下賜した。〝オットー〟という名はバイエルン大公としては3人目であるが、新たな家系の祖である為オットー1世と呼ばれる。 | |          |          |                                    |                                                         |
| ルートヴィヒ1世                  | | バイエルン公 | 1183年   | 1231年   | ヴィッテルスバッハ家               |                                                         |
| ルートヴィヒ1世                  | オットー1世の息子。 1214年にルートヴィヒ1世はライン宮中伯位を獲得した。それ故にルートヴィヒ1世は同時にライン宮中伯でもある。1231年に暗殺された。 | |          |          |                                    |                                                         |
| オットー2世                      | | バイエルン公 | 1231年   | 1253年   | ヴィッテルスバッハ家               |                                                         |
| オットー2世                      | ルートヴィヒ1世の息子。 オットー2世も父と同時にライン宮中伯となった。オットー2世の死によりバイエルンは2人の息子間で分割された。ハインリヒ13世は下バイエルン公となり、ルートヴィヒ2世は上バイエルン公となった。この状態は16世紀初頭まで続き、領地は兄弟間で更に分割されていった。                                                                      | |          |          |                                    |                                                         |
| ハインリヒ13世                   | | バイエルン公 | 1253年   | 1290年   | ヴィッテルスバッハ家               | 下バイエルン                                            |
| ハインリヒ13世                   | オットー2世の次男（共同統治）。 | |          |          |                                    |                                                         |
| ルートヴィヒ2世                  | | バイエルン公 | 1253年   | 1294年   | ヴィッテルスバッハ家               | 上バイエルン                                            |
| ルートヴィヒ2世                  | オットー2世の長男（共同統治）。 | |          |          |                                    |                                                         |
| ルートヴィヒ3世                  | | バイエルン公 | 1290年   | 1296年   | ヴィッテルスバッハ家               | 下バイエルン                                            |
| ルートヴィヒ3世                  | ハインリヒ13世の次男（共同統治）。 | |          |          |                                    |                                                         |
| シュテファン1世                  | | バイエルン公 | 1290年   | 1309年   | ヴィッテルスバッハ家               | 下バイエルン                                            |
| シュテファン1世                  | ハインリヒ13世の3男（共同統治）。 | |          |          |                                    |                                                         |
| オットー3世                      | | バイエルン公 | 1290年   | 1312年   | ヴィッテルスバッハ家               | 下バイエルン                                            |
| オットー3世                      | ハインリヒ13世の長男（共同統治）。ハンガリー国王（1305年 - 1307年） | |          |          |                                    |                                                         |
| ルドルフ1世                      | | バイエルン公 | 1294年   | 1317年   | ヴィッテルスバッハ家               | 上バイエルン                                            |
| ルドルフ1世                      | ルートヴィヒ2世の長男（共同統治）。 | |          |          |                                    |                                                         |
| ルートヴィヒ4世                  | Lous IV | バイエルン公 | 1294年   | 1347年   | ヴィッテルスバッハ家               | 上バイエルン バイエルン（1340年 – 1347年）              |
| ルートヴィヒ4世                  | Lous IV | ルートヴィヒ2世の次男。 1317年までは兄のルドルフ1世と共同統治で、それ以降は単独統治。1314年にローマ王に選出。パヴィア条約でバイエルン・オーバープファルツを含むライン宮中伯領をルドルフ1世の息子達に譲渡した。1340年にヨハン1世が死ぬとバイエルンを統一した。 |          |          |                                    |                                                         |
| オットー4世                      | | バイエルン公 | 1309年   | 1334年   | ヴィッテルスバッハ家               | 下バイエルン                                            |
| オットー4世                      | シュテファン1世の次男（共同統治）。 | |          |          |                                    |                                                         |
| ハインリヒ14世                   | | バイエルン公 | 1309年   | 1339年   | ヴィッテルスバッハ家               | 下バイエルン                                            |
| ハインリヒ14世                   | シュテファン1世の長男（共同統治）。 | |          |          |                                    |                                                         |
| ハインリヒ15世                   | | バイエルン公 | 1312年   | 1333年   | ヴィッテルスバッハ家               | 下バイエルン                                            |
| ハインリヒ15世                   | オットー3世の息子（共同統治）。 | |          |          |                                    |                                                         |
| ヨハン1世                        | | バイエルン公 | 1339年   | 1340年   | ヴィッテルスバッハ家               | 下バイエルン                                            |
| ヨハン1世                        | ハインリヒ14世の息子（共同統治）。1340年にヨハン1世が死ぬとルートヴィヒ4世はバイエルン公国を再統一した（1340年 - 1349年）。 | |          |          |                                    |                                                         |
| ルートヴィヒ5世                  | | バイエルン公 | 1347年   | 1361年   | ヴィッテルスバッハ家               | 第二次バイエルン分割                                    |
| ルートヴィヒ5世                  | ルートヴィヒ4世の長男。 - 統一バイエルン（1340年 - 1349年）：シュテファン2世, ルートヴィヒ6世, ヴィルヘルム1世, アルブレヒト1世, オットー5世の共同統治。 - 上バイエルン（1349年 - 1361年）：ルートヴィヒ6世とオットー5世の共同統治。 | |          |          |                                    |                                                         |
| シュテファン2世                  | Stephan II | バイエルン公 | 1347年   | 1375年   | ヴィッテルスバッハ家               | 第二次バイエルン分割                                    |
| シュテファン2世                  | Stephan II | ルートヴィヒ4世の次男。 - 統一バイエルン（1340年 - 1349年）：ルートヴィヒ5世, ルートヴィヒ6世, ヴィルヘルム1世, アルブレヒト1世, オットー5世との共同統治。 - 下バイエルン（1349年 - 1353年）：アルブレヒト1世とヴィルヘルム1世の共同統治。 - バイエルン＝ランツフート（1353年 - 1375年） |          |          |                                    |                                                         |
| ルートヴィヒ6世                  | | バイエルン公 | 1347年   | 1351年   | ヴィッテルスバッハ家               | 第二次バイエルン分割                                    |
| ルートヴィヒ6世                  | ルートヴィヒ4世の3男。 - 統一バイエルン（1340年 - 1349年）：ルートヴィヒ5世, シュテファン2世, ヴィルヘルム1世, アルブレヒト1世, オットー5世との共同統治。 - 上バイエルン（1349年 - 1351年）：ルートヴィヒ5世とオットー5世の共同統治。 | |          |          |                                    |                                                         |
| ヴィルヘルム1世                  | William I | バイエルン公 | 1347年   | 1388年   | ヴィッテルスバッハ家               | 第二次バイエルン分割                                    |
| ヴィルヘルム1世                  | William I | ルートヴィヒ4世の4男。 - 統一バイエルン（1340年 - 1349年）：ルートヴィヒ5世, シュテファン2世, ルートヴィヒ6世, アルブレヒト1世, オットー5世との共同統治。 - 下バイエルン（1349年 - 1353年）：アルブレヒト1世とシュテファン2世の共同統治。 - バイエルン＝シュトラウビング（1353年 - 1388年）：アルブレヒト1世とアルブレヒト2世の共同統治。                                                                           |          |          |                                    |                                                         |
| アルブレヒト1世                  | Albert I | バイエルン公 | 1347年   | 1404年   | ヴィッテルスバッハ家               | 第二次バイエルン分割                                    |
| アルブレヒト1世                  | Albert I | ルートヴィヒ4世の5男。 - 統一バイエルン（1340年 - 1349年）：ルートヴィヒ5世, シュテファン2世, ルートヴィヒ6世, ヴィルヘルム1世, オットー5世との共同統治。 - 下バイエルン（1349年 - 1353年）：シュテファン2世とヴィルヘルム1世の共同統治。 - バイエルン＝シュトラウビング（1353年 - 1404年）：ヴィルヘルム1世とアルブレヒト2世の共同統治（1397年以降は単独統治）。                                                   |          |          |                                    |                                                         |
| オットー5世                      | | バイエルン公 | 1347年   | 1351年   | ヴィッテルスバッハ家               | 第二次バイエルン分割                                    |
| オットー5世                      | ルートヴィヒ4世の6男。 - 統一バイエルン（1340年 - 1349年）：ルートヴィヒ5世, シュテファン2世, ルートヴィヒ6世, ヴィルヘルム1世, アルブレヒト1世との共同統治。 - 上バイエルン（1349年 - 1351年）：ルートヴィヒ5世とルートヴィヒ6世との共同統治。 - バイエルン＝ランツフート（1375年 - 1379年）：ヨハン2世, フリードリヒ, シュテファン3世との共同統治。 | |          |          |                                    |                                                         |
| マインハルト                     | | | 1361年   | 1363年   | ヴィッテルスバッハ家               | 上バイエルン                                            |
| マインハルト                     | ルートヴィヒ5世の息子。チロル伯。1363年に死ぬと上バイエルンはバイエルン＝ランツフート間で分割された。 | |          |          |                                    |                                                         |
| ヨハン2世                        | | バイエルン公 | 1375年   | 1397年   | ヴィッテルスバッハ家               | バイエルン＝ランツフート バイエルン＝ミュンヘン         |
| ヨハン2世                        | シュテファン2世の3男。 - バイエルン＝ランツフート（1375年 - 1392年）：オットー5世, フリードリヒ, シュテファン3世との共同統治。 - バイエルン＝ミュンヘン（1392年 - 1397年） | |          |          |                                    |                                                         |
| フリードリヒ                     | | バイエルン＝ランツフート公 | 1375年   | 1393年   | ヴィッテルスバッハ家               | バイエルン＝ランツフート                                |
| フリードリヒ                     | シュテファン2世の次男。 - バイエルン＝ランツフート（1375年 - 1392年）：オットー5世, ヨハン2世, シュテファン3世との共同統治。 - （1392年 - 1393年）：単独統治 | |          |          |                                    |                                                         |
| シュテファン3世                  | | | 1375年   | 1413年   | ヴィッテルスバッハ家               | バイエルン＝ランツフート バイエルン＝インゴルシュタット |
| シュテファン3世                  | シュテファン2世の長男。 - バイエルン＝ランツフート（1375年 - 1392年）：オットー5世, ヨハン2世, フリードリヒとの共同統治。 - バイエルン＝インゴルシュタット（1392年 - 1413年） | |          |          |                                    |                                                         |
| アルブレヒト2世                  | Albert II | バイエルン＝シュトラウビング公 | 1389年   | 1397年   | ヴィッテルスバッハ家               | バイエルン＝シュトラウビング                            |
| アルブレヒト2世                  | Albert II | アルブレヒト1世の次男。アルブレヒト1世と共同統治。 |          |          |                                    |                                                         |
| ハインリヒ16世                   | | バイエルン＝ランツフート公 | 1392年   | 1450年   | ヴィッテルスバッハ家               | バイエルン＝ランツフート                                |
| ハインリヒ16世                   | フリードリヒの息子。1447年にバイエルン＝インゴルシュタットを吸収。 | |          |          |                                    |                                                         |
| ヴィルヘルム3世                  | Albert III and William III | バイエルン＝ミュンヘン公 | 1397年   | 1435年   | ヴィッテルスバッハ家               | バイエルン＝ミュンヘン                                  |
| ヴィルヘルム3世                  | Albert III and William III | ヨハン2世の次男。エルンストと共同統治。 |          |          |                                    |                                                         |
| エルンスト                       | | バイエルン＝ミュンヘン公 | 1397年   | 1438年   | ヴィッテルスバッハ家               | バイエルン＝ミュンヘン                                  |
| エルンスト                       | ヨハン2世の長男。ヴィルヘルム3世と共同統治（1435年以降は単独統治）。 | |          |          |                                    |                                                         |
| ヴィルヘルム2世                  | William II | バイエルン＝シュトラウビング公 | 1404年   | 1417年   | ヴィッテルスバッハ家               | バイエルン＝シュトラウビング                            |
| ヴィルヘルム2世                  | William II | アルブレヒト1世の長男。 |          |          |                                    |                                                         |
| ルートヴィヒ7世                  | Louis VII | バイエルン＝インゴルシュタット公 | 1413年   | 1443年   | ヴィッテルスバッハ家               | バイエルン＝インゴルシュタット                          |
| ルートヴィヒ7世                  | Louis VII | シュテファン3世の息子。 |          |          |                                    |                                                         |
| ジャクリーヌ                     | Jacqueline | バイエルン＝シュトラウビング公女 | 1417年   | 1432年   | ヴィッテルスバッハ家               | バイエルン＝シュトラウビング                            |
| ジャクリーヌ                     | Jacqueline | ヴィルヘルム2世の娘。1425年までにヨハン3世と争った。1429年にバイエルン＝シュトラウビングは他のバイエルン諸侯に吸収された。 |          |          |                                    |                                                         |
| ヨハン3世                        | John the Pitiless | バイエルン＝シュトラウビング公 | 1418年   | 1425年   | ヴィッテルスバッハ家               | バイエルン＝シュトラウビング                            |
| ヨハン3世                        | John the Pitiless | アルブレヒト1世の3男。1425年までジャクリーヌと争う。 |          |          |                                    |                                                         |
| アルブレヒト3世                  | Albert III and William III | バイエルン＝ミュンヘン公 | 1438年   | 1460年   | ヴィッテルスバッハ家               | バイエルン＝ミュンヘン                                  |
| アルブレヒト3世                  | Albert III and William III | エルンストの息子。 |          |          |                                    |                                                         |
| ルートヴィヒ8世                  | | バイエルン＝インゴルシュタット公 | 1443年   | 1445年   | ヴィッテルスバッハ家               | バイエルン＝インゴルシュタット                          |
| ルートヴィヒ8世                  | ルートヴィヒ7世の息子。1447年にバイエルン＝インゴルシュタットはバイエルン＝ランツフートに吸収された。 | |          |          |                                    |                                                         |
| ルートヴィヒ9世                  | Louis IX | バイエルン＝ランツフート公 | 1450年   | 1479年   | ヴィッテルスバッハ家               | バイエルン＝ランツフート                                |
| ルートヴィヒ9世                  | Louis IX | ハインリヒ16世の息子。 |          |          |                                    |                                                         |
| ヨハン4世                        | | バイエルン公 | 1460年   | 1463年   | ヴィッテルスバッハ家               | バイエルン＝ミュンヘン                                  |
| ヨハン4世                        | アルブレヒト3世の長男。ジギスムントとアルブレヒト4世の共同統治。 | |          |          |                                    |                                                         |
| ジギスムント                     | Sigismund of Bavaria | | 1460年   | 1501年   | ヴィッテルスバッハ家               | バイエルン＝ミュンヘン バイエルン＝ダッハウ             |
| ジギスムント                     | Sigismund of Bavaria | アルブレヒト3世の次男。 - バイエルン＝ミュンヘン（1460年 - 1467年）：ヨハン4世とアルブレヒト4世の共同統治。 - バイエルン＝ダッハウ（1467年 - 1501年） 1501年にバイエルン＝ダッハウとバイエルン＝ミュンヘンは統合した。 |          |          |                                    |                                                         |
| ゲオルク                         | George the Rich | バイエルン＝ランツフート公 | 1479年   | 1503年   | ヴィッテルスバッハ家               | バイエルン＝ランツフート                                |
| ゲオルク                         | George the Rich | ルートヴィヒ9世の息子。 バイエルン＝ランツフートはバイエルン＝ミュンヘンに吸収された。 |          |          |                                    |                                                         |

### バイエルン公（非分割状態）
| 名前              | 肖像画       | 称号 | 在位開始       | 在位終了       | 家系                 | 地方                     |
| 名前              | 肖像画       | 備考 | 備考           | 備考           | 備考                 | 備考                     |
| ----------------- | ------------ | --- | -------------- | -------------- | -------------------- | ------------------------ |
| アルブレヒト4世   | Albert IV    | バイエルン公 | 1463年         | 1508年3月18日  | ヴィッテルスバッハ家 | バイエルン ＝ ミュンヘン |
| アルブレヒト4世   | Albert IV    | アルブレヒト3世の3男。ランツフート戦争（1503年 - 1505年）の結果、バイエルンの大半を掌握。1506年に公国の長子相続制に関する布告を出す。〝狡猾公〟と呼ばれた。 - バイエルン＝ミュンヘン（1463年 - 1467年）：ジギスムントとヨハン4世の共同統治。 1467年にバイエルン＝ミュンヘンは小バイエルンとバイエルン＝ダッハウに分割された。 |                |                |                      |                          |
| ヴィルヘルム4世   | William IV   | バイエルン公 | 1508年3月18日  | 1550年3月6日   | ヴィッテルスバッハ家 |                          |
| ヴィルヘルム4世   | William IV   | アルブレヒト4世の長男。ルートヴィヒ10世と共同統治。 |                |                |                      |                          |
| ルートヴィヒ10世  | Louis X      | バイエルン公 | 1516年         | 1545年4月22日  | ヴィッテルスバッハ家 |                          |
| ルートヴィヒ10世  | Louis X      | アルブレヒト4世の次男。ヴィルヘルム4世と共同統治。 |                |                |                      |                          |
| アルブレヒト5世   | Albert V     | バイエルン公 | 1550年3月6日   | 1579年10月24日 | ヴィッテルスバッハ家 |                          |
| アルブレヒト5世   | Albert V     | ヴィルヘルム4世の息子。 |                |                |                      |                          |
| ヴィルヘルム5世   | William V    | バイエルン公 | 1579年10月24日 | 1597年10月15日 | ヴィッテルスバッハ家 |                          |
| ヴィルヘルム5世   | William V    | アルブレヒト5世の息子。退位、1626年に死去。 |                |                |                      |                          |
| マクシミリアン1世 | Maximilian I | バイエルン選帝侯 | 1597年12月23日 | 1623年2月25日  | ヴィッテルスバッハ家 |                          |
| マクシミリアン1世 | Maximilian I | ヴィルヘルム5世の息子。三十年戦争時、マクシミリアン1世はローマ皇帝フェルディナント2世の同盟者であった。同族のプファルツ選帝侯フリードリヒ5世は皇帝に敵対した事により封地と選帝侯の地位を失った。マクシミリアン1世は1623年にプファルツ選帝侯領と選帝侯位を獲得した。                                                           |                |                |                      |                          |

### バイエルン選帝侯
| 名前                        | 肖像画                | 称号 | 在位開始       | 在位終了       | 家系                                                                           |      |
| 名前                        | 肖像画                | 備考 | 備考           | 備考           | 備考                                                                           | 備考 |
| --------------------------- | --------------------- | --- | -------------- | -------------- | ------------------------------------------------------------------------------ | ---- |
| マクシミリアン1世           | Maximilian I          | バイエルン選帝侯 | 1623年2月25日  | 1651年9月27日  | ヴィッテルスバッハ家                                                           |      |
| マクシミリアン1世           | Maximilian I          | 1648年にプファルツ選帝侯フリードリヒ5世の旧領の多くはカール1世ルートヴィヒに返還されたが、オーバープファルツはバイエルン公の所有となった。1623年に獲得した選帝侯位もそのまま保持が公認された。 |                |                |                                                                                |      |
| フェルディナント・マリア    | Ferdinand Maria       | バイエルン選帝侯 | 1651年9月27日  | 1679年5月26日  | ヴィッテルスバッハ家                                                           |      |
| フェルディナント・マリア    | Ferdinand Maria       | マクシミリアン1世の息子。1651年から1654年の間、叔父ロイヒテンベルク公アルブレヒトの摂政下に置かれる。 |                |                |                                                                                |      |
| マクシミリアン2世エマヌエル | Maximilian II Emanuel | バイエルン選帝侯 | 1679年5月26日  | 1726年2月26日  | ヴィッテルスバッハ家                                                           |      |
| マクシミリアン2世エマヌエル | Maximilian II Emanuel | フェルディナント・マリアとアデライデ・エンリエッタの息子。スペイン継承戦争の際にはローマ皇帝レオポルト1世に対抗する為にフランス側に与した。ブレンハイムの戦いの結果バイエルンを放棄し、1706年4月29日に選帝侯の地位を剥奪された。1714年のバーデン条約で地位を回復して、1726年まで統治した。 |                |                |                                                                                |      |
| カール1世アルブレヒト       | Charles Albert        | バイエルン選帝侯 | 1726年2月26日  | 1745年1月20日  | ヴィッテルスバッハ家                                                           |      |
| カール1世アルブレヒト       | Charles Albert        | マクシミリアン2世エマヌエルの息子。オーストリア継承戦争の際にフランスと同盟を結んでハプスブルク家に対抗し、1742年にローマ皇帝カール7世となった。しかし同年から1744年にかけてバイエルンはオーストリアに占領された。カール7世はミュンヘンに帰って程無くして死んだ。 |                |                |                                                                                |      |
| マクシミリアン3世ヨーゼフ   | Maximillian III       | バイエルン選帝侯 | 1745年1月20日  | 1777年12月30日 | ヴィッテルスバッハ家                                                           |      |
| マクシミリアン3世ヨーゼフ   | Maximillian III       | カール1世アルブレヒトの息子。子供のいないマクシミリアン3世はルートヴィヒ4世から続くバイエルン系ヴィッテルスバッハ家の最後の人物となった。マクシミリアン3世の後をルートヴィヒ4世の兄ルドルフ1世の子孫であるプファルツ選帝侯カール2世テオドールが継承した。 |                |                |                                                                                |      |
| カール2世テオドール         | Maximillian I         | プファルツ選帝侯 バイエルン選帝侯 | 1777年12月30日 | 1799年2月16日  | ヴィッテルスバッハ家（プファルツ＝ズルツバッハ家系）                           |      |
| カール2世テオドール         | Maximillian I         | プファルツ＝ズルツバッハ公ヨハン・クリスティアンとマリア・アンナ・ヘンリエッテの息子。1743年からはプファルツ選帝侯であり、先代のプファルツ選帝侯カール3世フィリップの遠縁かつ孫娘の婿にあたり、先代のバイエルン選帝侯マクシミリアン3世ヨーゼフの遠縁にもあたる。カール・テオドールにも息子はなく、遠縁であるプファルツ＝ツヴァイブリュッケン公マクシミリアン・ヨーゼフ（後の国王マクシミリアン1世）が継承した。 |                |                |                                                                                |      |
| マクシミリアン4世ヨーゼフ   | Maximillian I         | バイエルン選帝侯 | 1799年2月16日  | 1806年1月1日   | ヴィッテルスバッハ家（プファルツ＝ツヴァイブリュッケン＝ビルケンフェルト家系） |      |
| マクシミリアン4世ヨーゼフ   | Maximillian I         | ツヴァイブリュッケン＝ビルケンフェルト宮中伯フリードリヒ・ミヒャエルの息子。1795年以降はプファルツ＝ツヴァイブリュッケン公であり、カール2世テオドールの遠縁かつ義理の甥にあたる。フランス革命戦争とナポレオン戦争の混迷の中、バイエルンはフランス帝国と同盟を結び、マクシミリアン4世ヨーゼフは実体の無い選帝侯位を捨てて1806年1月1日にバイエルン国王マクシミリアン1世となった。                                 |                |                |                                                                                |      |

### バイエルン国王
| 名前              | 肖像画         | 称号 | 在位開始       | 在位終了       | 家系                 |
| 名前              | 肖像画         | 備考 | 備考           | 備考           | 備考                 |
| ----------------- | -------------- | --- | -------------- | -------------- | -------------------- |
| マクシミリアン1世 | Maximillian I  | バイエルン国王 | 1805年12月26日 | 1825年10月13日 | ヴィッテルスバッハ家 |
| マクシミリアン1世 | Maximillian I  | 旧名バイエルン選帝侯マクシミリアン4世ヨーゼフ |                |                |                      |
| ルートヴィヒ1世   | Ludwig I       | バイエルン国王 | 1825年10月13日 | 1848年3月20日  | ヴィッテルスバッハ家 |
| ルートヴィヒ1世   | Ludwig I       | マクシミリアン1世の息子。 1848年革命で退位。 |                |                |                      |
| マクシミリアン2世 | Maximillian II | バイエルン国王 | 1848年3月20日  | 1864年3月10日  | ヴィッテルスバッハ家 |
| マクシミリアン2世 | Maximillian II | ルートヴィヒ1世の息子。 |                |                |                      |
| ルートヴィヒ2世   | Ludwig II      | バイエルン国王 | 1864年3月10日  | 1886年6月13日  | ヴィッテルスバッハ家 |
| ルートヴィヒ2世   | Ludwig II      | マクシミリアン2世の長男。 〝狂王〟と呼ばれた。1871年にバイエルンをドイツ帝国に加盟させる。1886年に変死。                                                                                         |                |                |                      |
| オットー1世       | Otto           | バイエルン国王 | 1886年6月13日  | 1913年11月5日  | ヴィッテルスバッハ家 |
| オットー1世       | Otto           | マクシミリアン2世の次男。 在位中に精神に異常をきたし、以下の摂政が実際の政治を行った。 - ルイトポルト王子（1886年6月10日 - 1912年12月12日） - ルートヴィヒ王子（1912年12月12日 - 1913年11月5日） |                |                |                      |
| ルートヴィヒ3世   | Ludwig III     | バイエルン国王 | 1913年11月5日  | 1918年11月13日 | ヴィッテルスバッハ家 |
| ルートヴィヒ3世   | Ludwig III     | 摂政ルイトポルトの息子。 1912年から1913年まで摂政を務める。第一次世界大戦後のドイツ革命で王位を失った。                                                                                          |                |                |                      |